# Lẽ sống
Lẽ sống là một phạm trù triết học, một quan niệm xã hội, một ý tưởng,... thể hiện mục đích một người muốn đạt đến trong cuộc đời của mình. Có nhiều cách để phân loại lẽ sống. Lẽ sống có thể là những điều bình dị, giản đơn, không nhất thiết phải là điều gì quá lớn lao.
Có cho mình một lẽ sống có thể có tác động tích cực đến cuộc sống của một người.